# Tallbågmätare
Tallbågmätare (Macaria liturata) är en fjärilsart som först beskrevs av Carl Alexander Clerck 1759.  Tallbågmätare ingår i släktet Macaria, och familjen mätare. Arten är reproducerande i Sverige.

## Bildgalleri

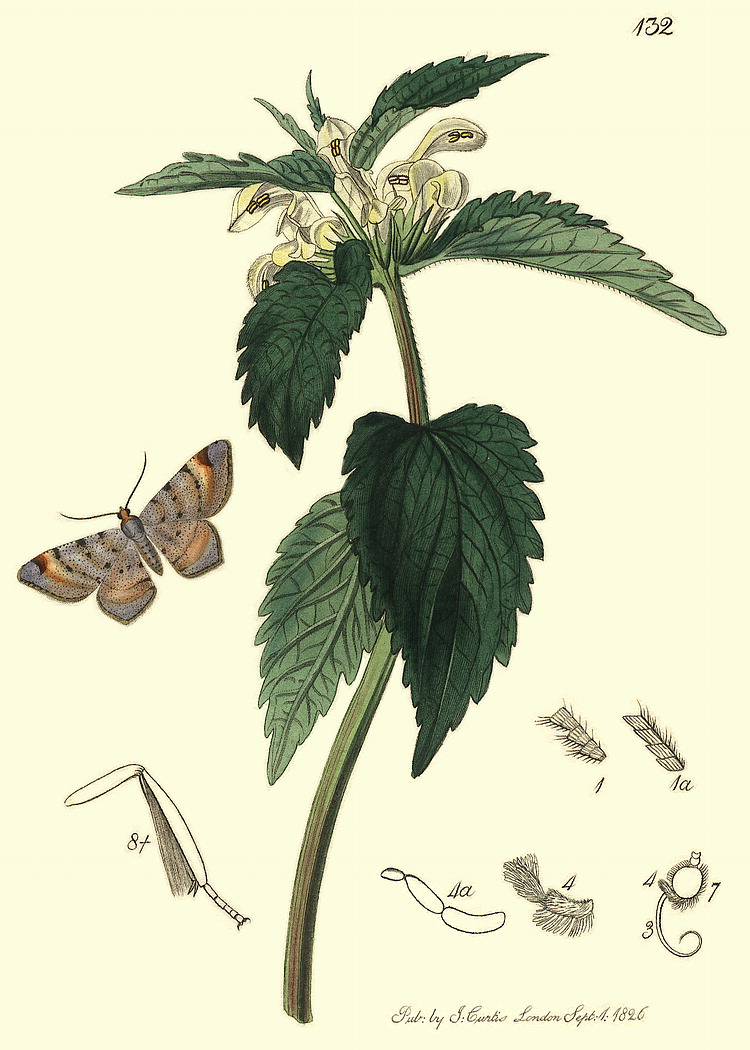
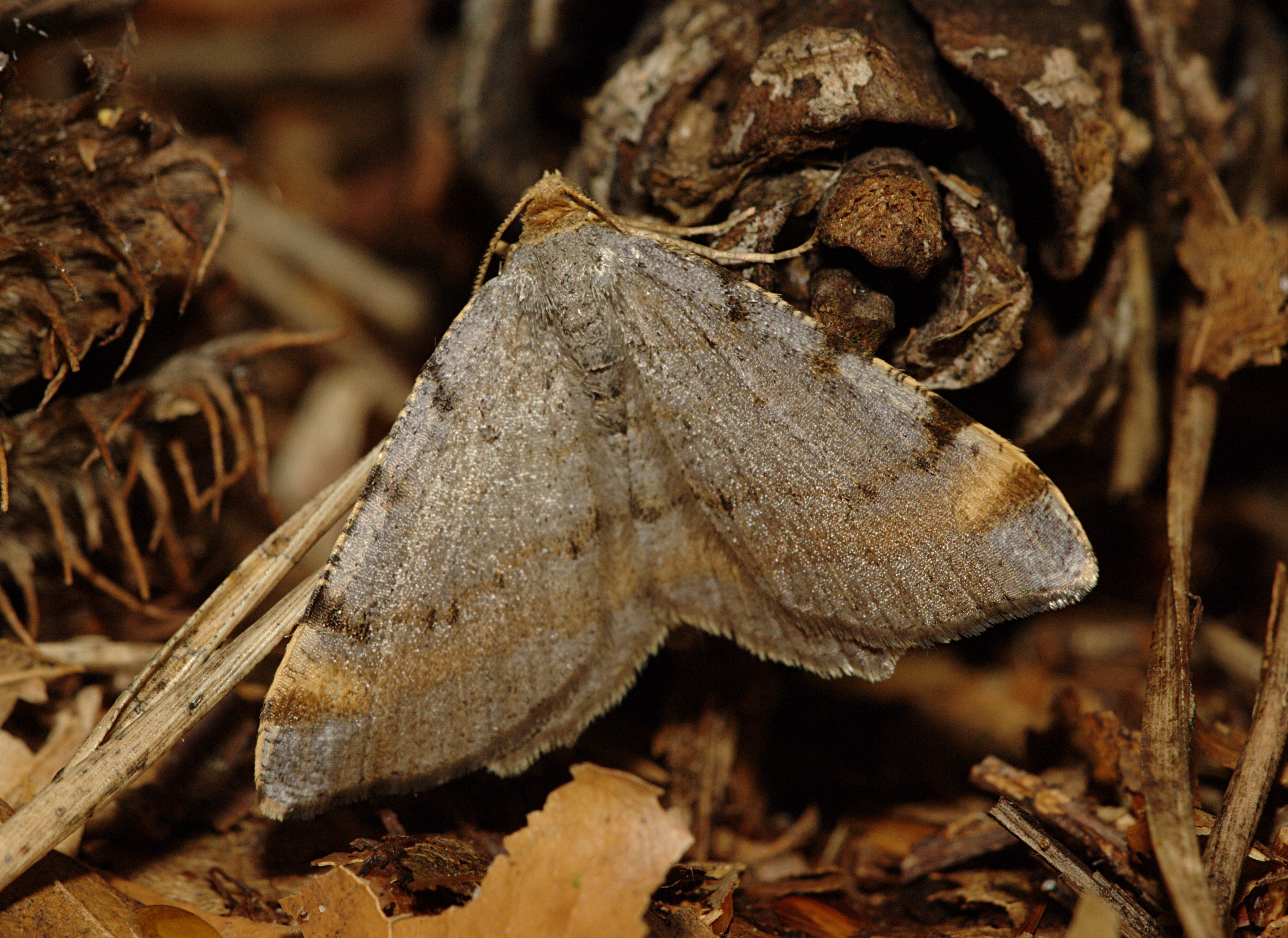
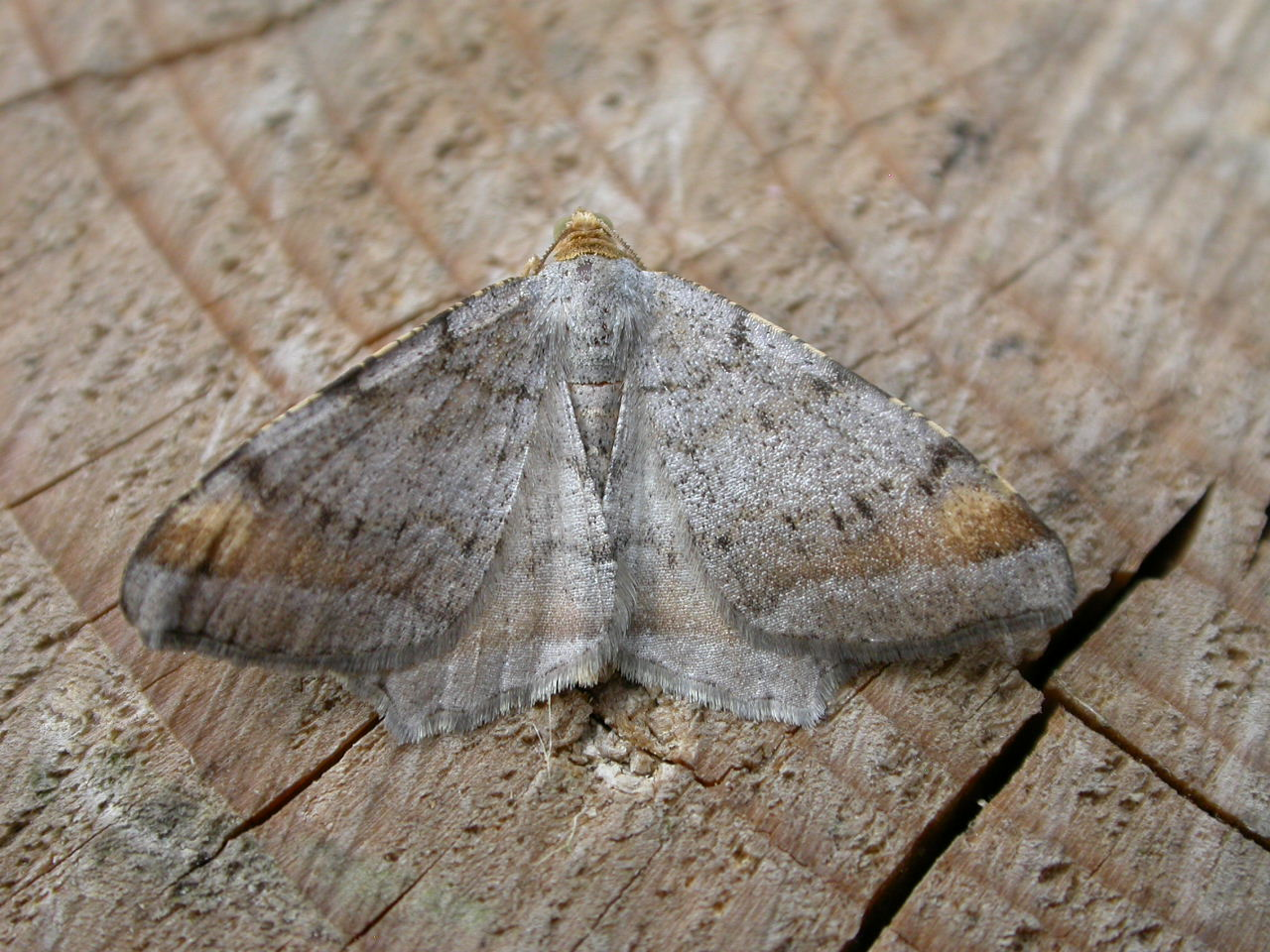
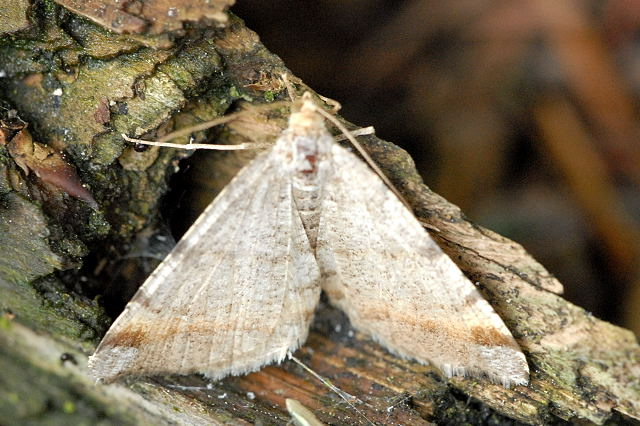
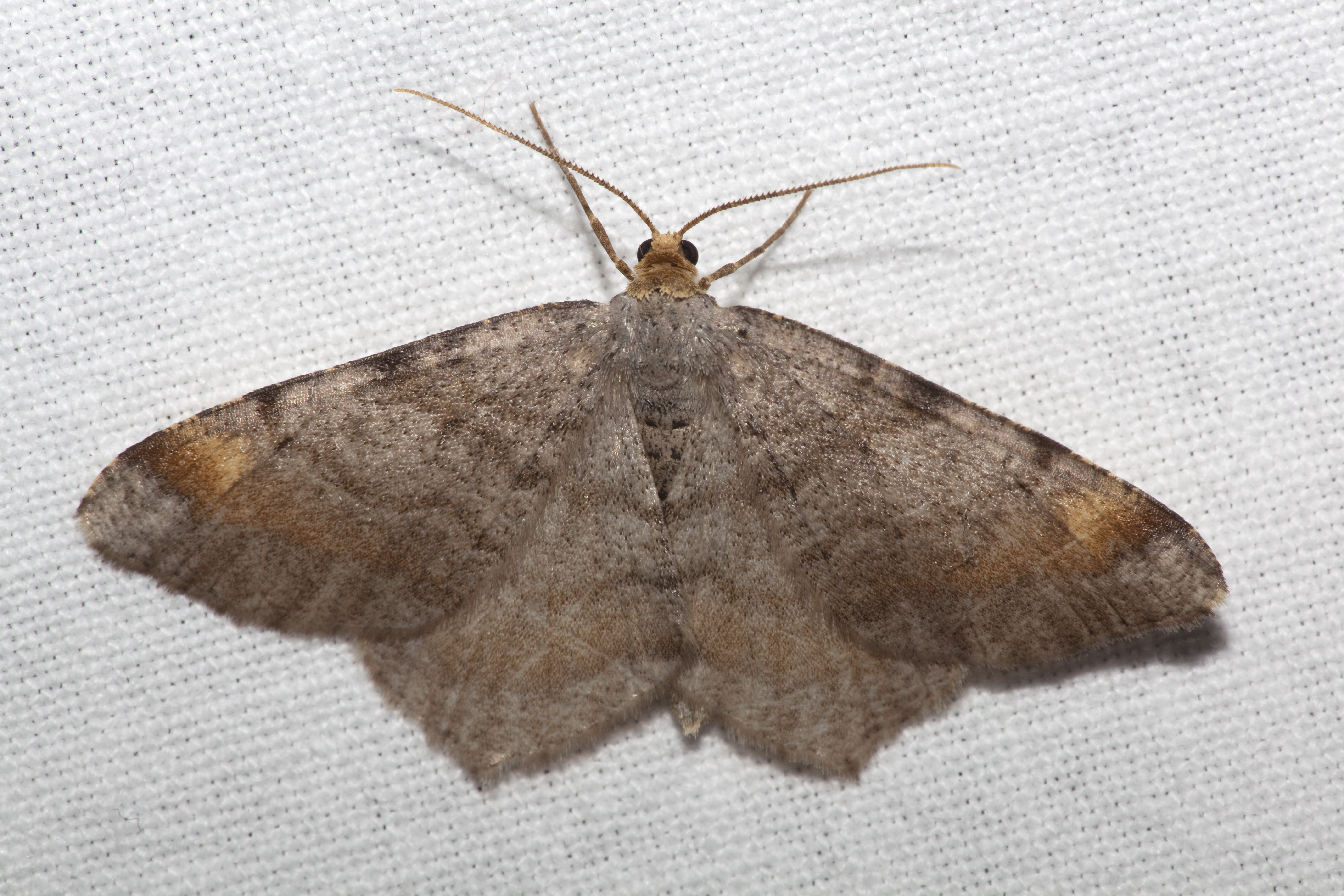
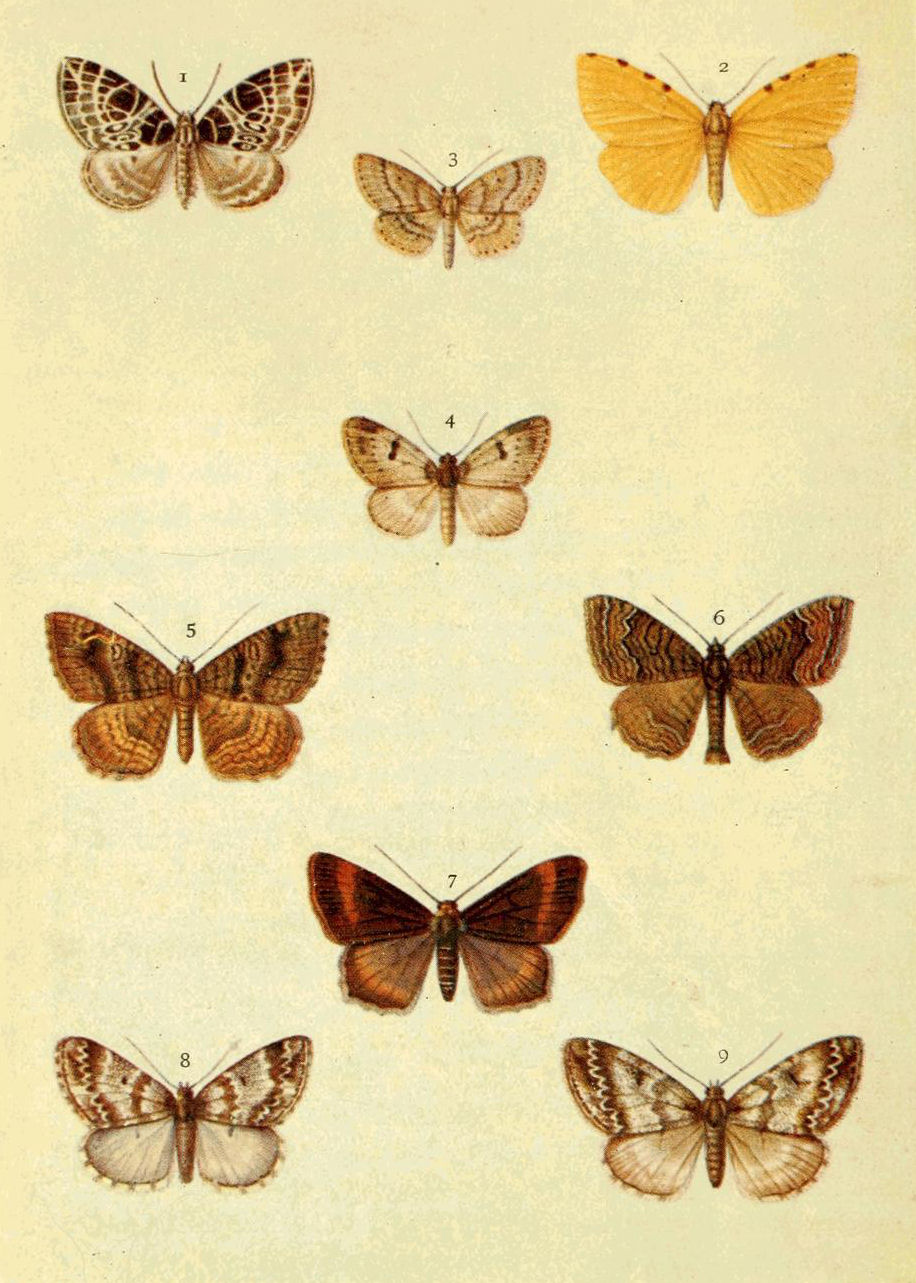